# 大胡愛恵
大胡 愛恵（おおご まなえ、1992年7月2日 - ）は、日本の女優である。埼玉県出身。

## 出演
太字は主演、もしくはメインキャラクター。

### 舞台
- 舞台「銀河英雄伝説 第一章 銀河帝国編」（2011年1月、青山芸術劇場） - コロス 役
- 舞台「365日のマーチ」（2014年3月、中野MOMO） - 恵 役
- 舞台「徒桜〜あだざくら〜」（2015年4月、シアターグリーン） - 安東明 役
- 舞台「ペールギュント」（2015年7月 - 8月、神奈川芸術劇場/兵庫県立文化センター）
- 舞台「野の花」（2015年9月、シアター1010 ミニシアター） - 主演：リーザ役
  - 舞台「野の花」（2020年8月19日 － 23日、中目黒キンケロシアター）
- 舞台「あわれ彼女は娼婦」（2016年6月、新国立劇場 中劇場）
- 浅利慶太プロデュース「オンディーヌ」（2017年3月、自由劇場） - 水の精 役
- 魔法先生ネギま！ 〜お子ちゃま先生は修行中！〜（2018年7月12日 - 16日、AiiA 2.5 Theater Tokyo） - 長谷川千雨 役[1]
- マギアレコード　魔法少女まどか☆マギカ外伝（2018年8月24日 - 9月9日、TBS赤坂ACTシアター） - 梓みふゆ 役
- 舞台 ザンビ（2018年11月16日 - 11月25日、TOKYO DOME CITY HALL）- 看守長 役
- ミュージカル座「命日オプション」（2024年5月9日 - 12日、六行会ホール） - 臼井 役[2]

### ミュージカル
- 音楽劇「赤毛のアン」（東京国際フォーラム ホールC）

2003年～2004年 - 少女アン 役
2006年～2010年 - 少女アン / ダイアナ 役
2012年 - 大人ダイアナ 役
2016年 - 大人アン 役
- 葉っぱのフレディ〜いのちの旅〜（東京芸術劇場/ゆうぽうとホール/シアター1010 他）

2007年7月 ～8月 - 葉っぱ / 風 / 極楽鳥 役
2008年～2010年 - 風のウェンディ 役
2014年7月～9月 - 風のウェンディ 役
- ミュージカル「プリンセス・バレンタイン」（2008年3月・2010年3月） - シスター役
- ミュージカル「プリンセス・バレンタイン　ロックプリンセス」（2012年1月、世田谷パブリックシアター） - 主演：プリンセス・シスター役
- 「Little Women〜若草物語〜」（2012年12月、日暮里d-倉庫） - 三女ベス役
- 「SEMPO -日本のシンドラー 杉原千畝物語-」（2013年9月、新国立劇場 中劇場） -　アンサンブル
- 「FABFIVE THE MUSICAL」（2013年11月 - 12月、六行会ホール） - 敦賀恵海 役
- 「プロパガンダ・コクピット」（2014年1月、IMAホール） - 助手 役
- 「マリオネット」（2014年5月、六行会ホール） - フローラ 役
- 「I LOVE YOU,YOURE PERFECT NOW CHANGE」（2014年9月、日暮里d-倉庫） - SPADE組
- シアターコクーン オン レパートリー+大人計画「キレイ〜神様と待ち合わせした女〜」（2014年12月 - 2015年1月、シアターコクーン/シアターBRAVA!） - コロス 役、他
- 「I HAVE A DREAM」（2015年3月、IMAホール） - フィリス 役
- 「I HAVE A DREAM」（2016年2月、IMAホール） - リン 役
- ミュージカル「雪のプリンセス」（2016年3月 - 4月、全労済ホール スペースゼロ）- 雪娘 役
- ミュージカル「狸御殿」（2016年8月、新橋演舞場） - アンサンブル
- ブロードウェイミュージカル「アイランド」（2017年1月、IMAホール） - アンドレア 役
- One on One 29th note「レプリカ」（2017年8月、シアター風姿花伝） - 角田弥生 役
- ミュージカル「魔女の宅急便」（2017年6月、新国立劇場 中劇場 / 8月 - 9月、梅田劇術劇場シアタードラマシティ） - 先輩魔女 役
- ミュージカル「黒執事‐Tango on the Campania‐」（2017年12月～2018年2月、赤坂ACTシアター ほか） - アンサンブル
- ミュージカル「月に歌えば」（2018年3月～4月、シアターグリーン BOX in BOX Theater）- 狼男の恋人・月 役
- ミュージカル「タイムフライズ」（2018年4月、光が丘IMAホール）- 剣持和子 役
- ミュージカル「少女☆歌劇　レヴュースタァライト－The LIVE　#2 Transition」（2019年10月13日－21日、天王洲 銀河劇場）
- ミュージカル「スター誕生」（2019年1月、中目黒キンケロシアター）- 女性デュオ 田辺春子（ハーちゃん）役
- ミュージカル「舞台に立ちたい」（2019年4月、シアター風姿花伝）- ナナ 役
- ミュージカル「少女☆歌劇　レヴュースタァライト－The LIVE　#2 revival」（2019年7月12日－15日、舞浜アンフィシアター）
- ミュージカル「クリスマスに歌えば」（2019年12月19日－23日、シアターグリーン BOX in BOX Theater）- 合唱部リーダー役
- ミュージカル「スター誕生」（2020年3月18日－22日、シアターグリーン BIG TREE Theater）- 小川百合子 役

### ライブ他
- 「ORCHARD MUSICAL LIVE」（2015年8月、新宿ReNY）
- 「ORCHARD 4GIRLS LIVE」（2015年9月、恵比寿アート・カフェ・フレンズ）
- 「Amabile Christmas LIVE」（2016年12月、恵比寿アート・カフェ・フレンズ）

## 受賞歴
- 第10回板橋舞踊コンクール 奨励賞（2001年）
- 第18回ヨコハマ・コンペティション 赤い靴賞（2003年）
- 埼玉全国舞踊コンクール 埼玉県舞踊協会賞（2004年）